# بيتر كايزر (سياسي)
بيتر كايزر (بالألمانية: Peter Kaiser)‏ هو مؤرخ وسياسي ليختنشتاني، ولد في 1 أكتوبر 1793 في بلدية مورين في ليختنشتاين، وتوفي في 23 فبراير 1864 في خور في سويسرا. انتخب عضو برلمان فرانكفورت.